# Голдапа
Голда́па (пол. Gołdapa) — река в Варминьско-Мазурском воеводстве Польши. Правый приток Анграпы.

## География
Голдапа вытекает из озера Голдап (российское название озера — Красное). Далее протекает на запад по территории Роминтенской пущи, через город Голдап, населённый пункт Бане—Мазурске и впадает в Венгорапу (польское название Анграпы) севернее посёлка Будры. Длина реки составляет 89 км.

## Этимология названия
Название реки имеет древнепрусское происхождение, от слова galdape — река в котловине.